# Дряновец (Разградская область)
Дряновец (болг. Дряновец) — село в Болгарии. Находится в Разградской области, входит в общину Разград. Население составляет 792 человека.

## Политическая ситуация
В местном кметстве Дряновец, в состав которого входит Дряновец, должность кмета (старосты) исполняет Христинка Иванова Колева (коалиция в составе 2 партий: Болгарская социал-демократия (БСД), Политическое движение социал-демократов (ПДСД)) по результатам выборов.
Кмет (мэр) общины Разград — Денчо Стоянов Бояджиев (инициативный комитет) по результатам выборов.